# 無限極廣場 (香港)

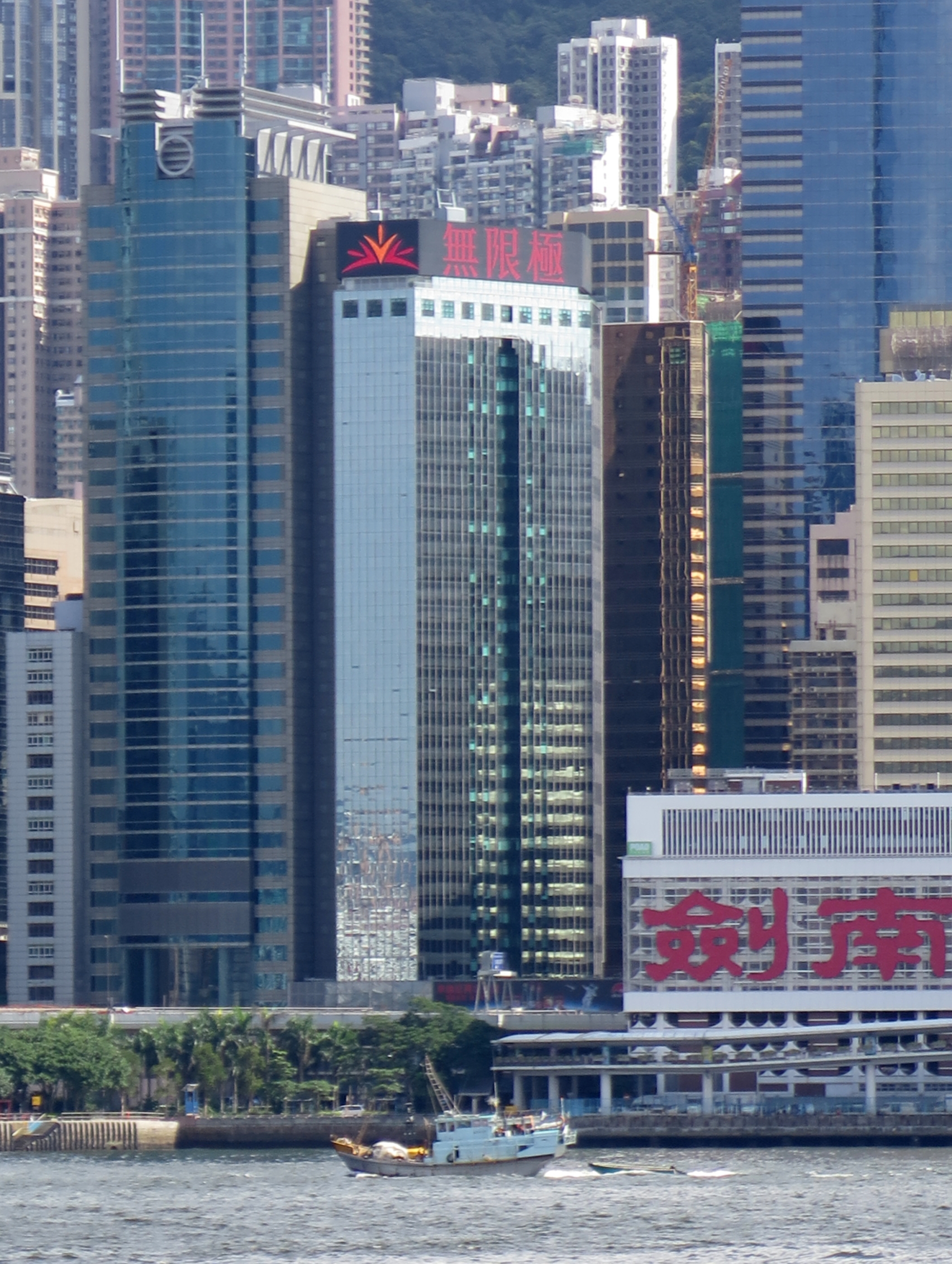
無限極廣場

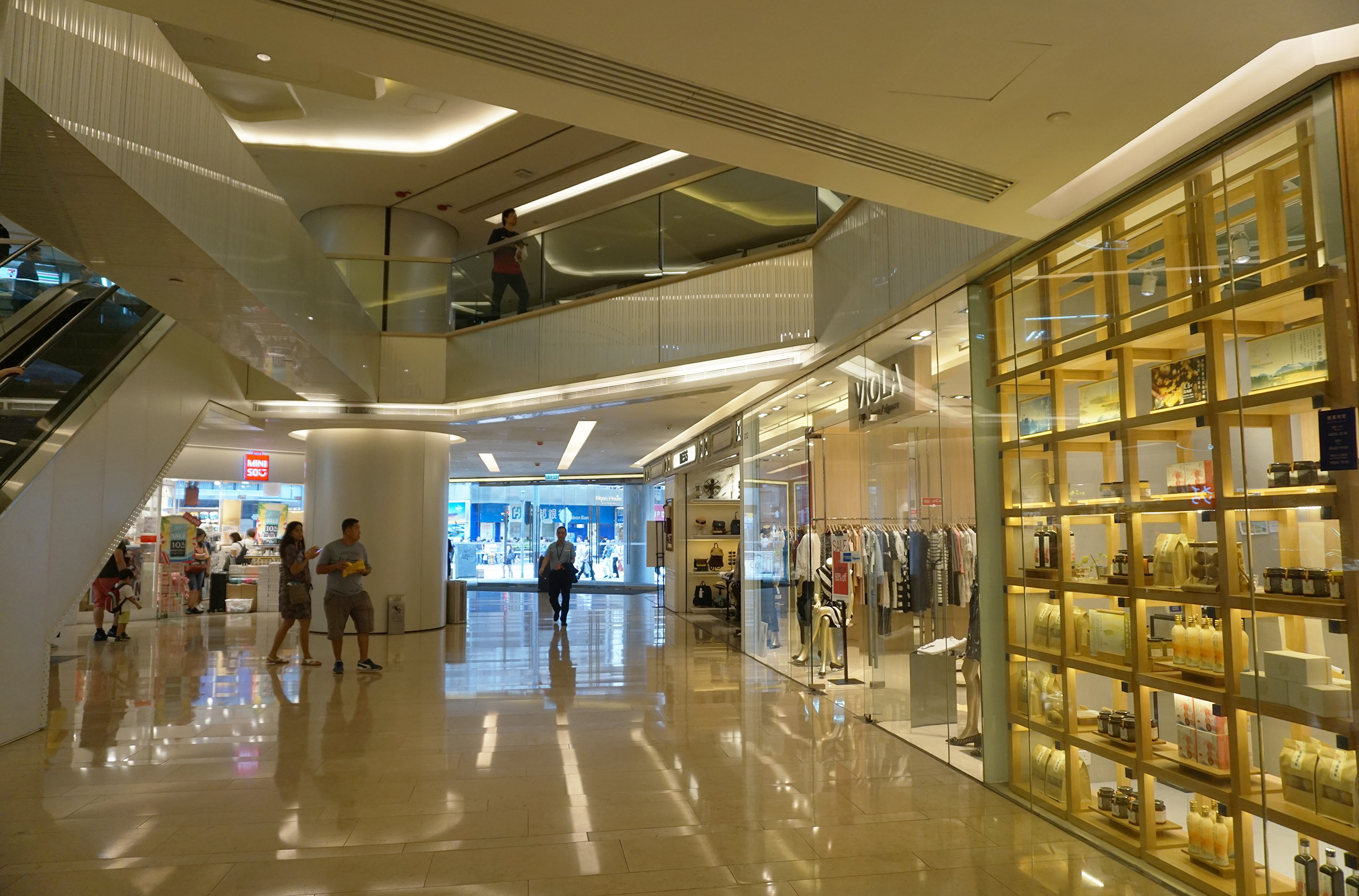
無限極廣場地下

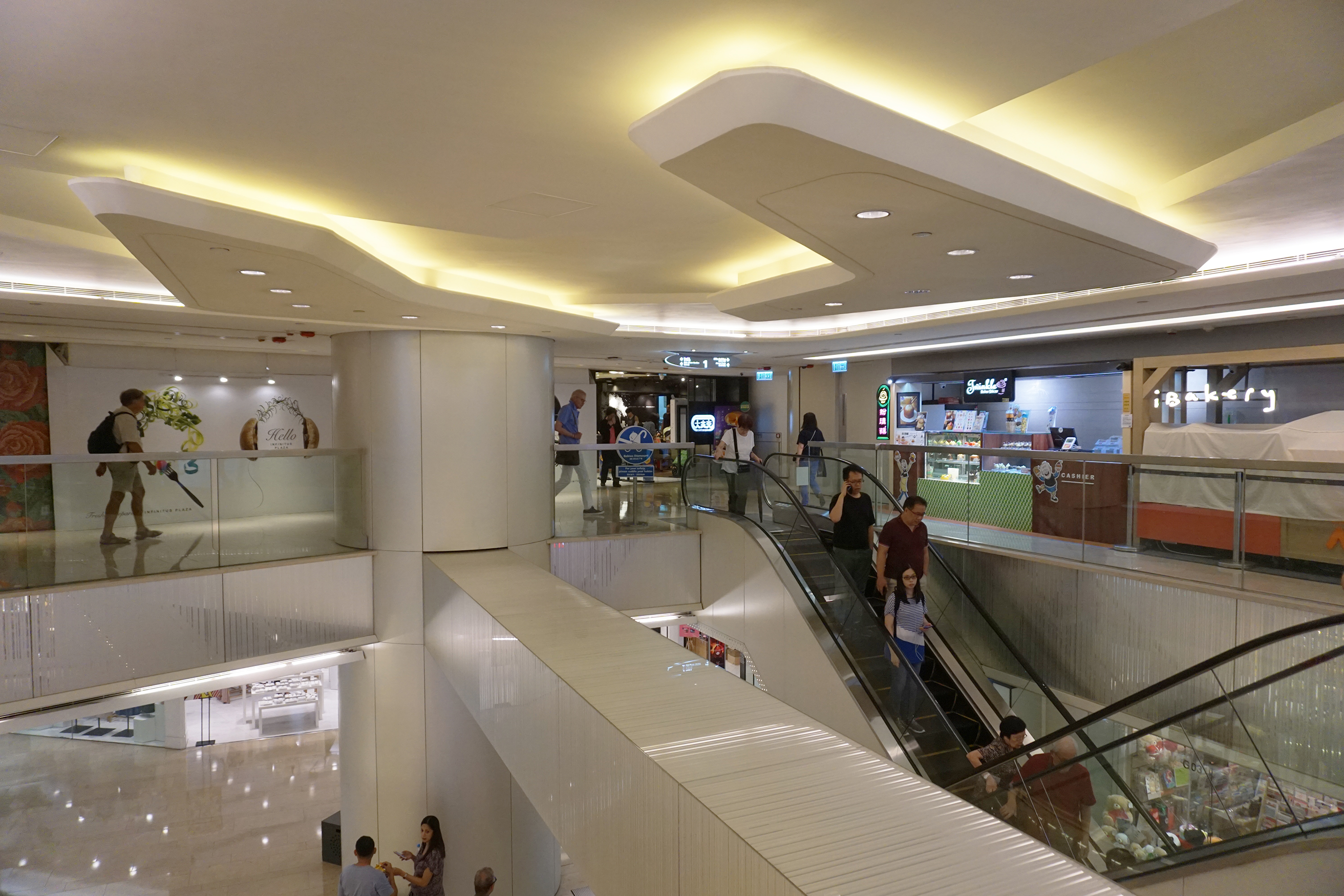
無限極廣場1樓北面

無限極廣場（英語：Infinitus Plaza），原稱維德廣場（英語：Vicwood Plaza），是香港港島中西區的一個甲級寫字樓及商場，位於上環德輔道中、干諾道中和林士街交界。由香港地下鐵路公司聯同恒隆地產（佔60％）、新世界發展、廖創興企業、萬邦投資及中建企業合組的財團發展，後幾度易手，目前由李錦記持有。

## 歷史
大廈原址前身為星戲院（舊稱新世界戲院）及船政署大樓，因興建上環站而拆卸，於1988年初重建完成。
無限極廣場由伍振民建築師事務所設計，原由地鐵公司及以恆隆集團為首的財團持有，乃1980年代恆隆與港鐵公司合作發展的港島綫沿線上蓋物業之一[1]，至1987年入伙前出售予莊啟程創辦的維德集團，招租期間批給仲量聯行作獨家租務代理。
2003年6月，摩根士丹利以8.4億港元向維德集團購入當時的維德廣場，再於2006年3月以26億港元售給麥格理。
2010年7月李錦記以43.475億元向麥格理購入維德廣場，並在2010年12月17日改名為「無限極廣場」。

## 大廈
大廈樓高34層，包括30層甲級寫字樓，著名租戶為英國航空公司、UBS AG，基座4層為零售商鋪，現在租戶包括 Nectar Flowers 、名創優品、屈臣氏酒窖、專業旅運、龍島朱古力、太平洋咖啡、大家樂、金沙中國、Pret A Manger、潮江春及壽司郎等。

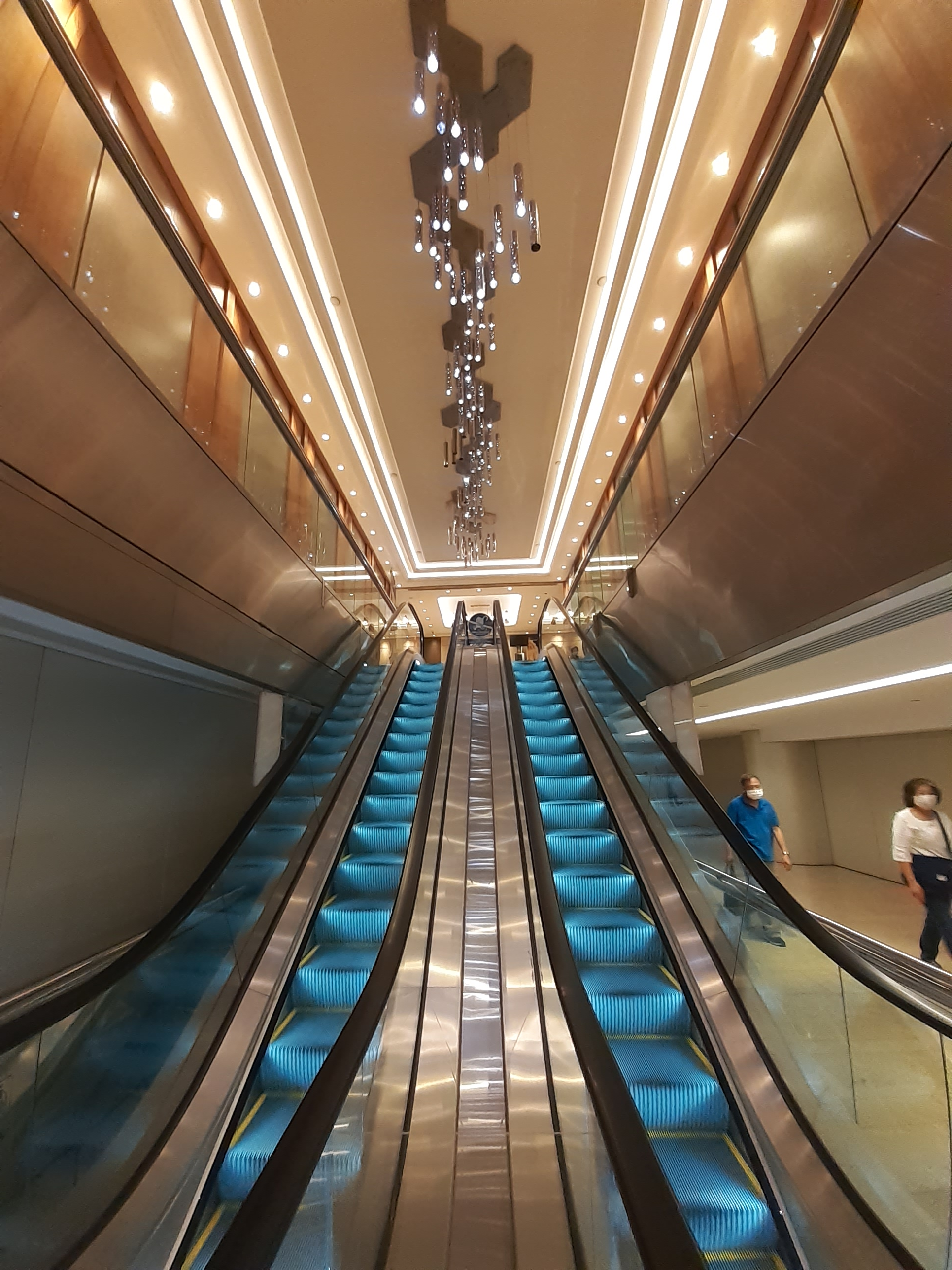
無限極廣場扶手電梯燈飾
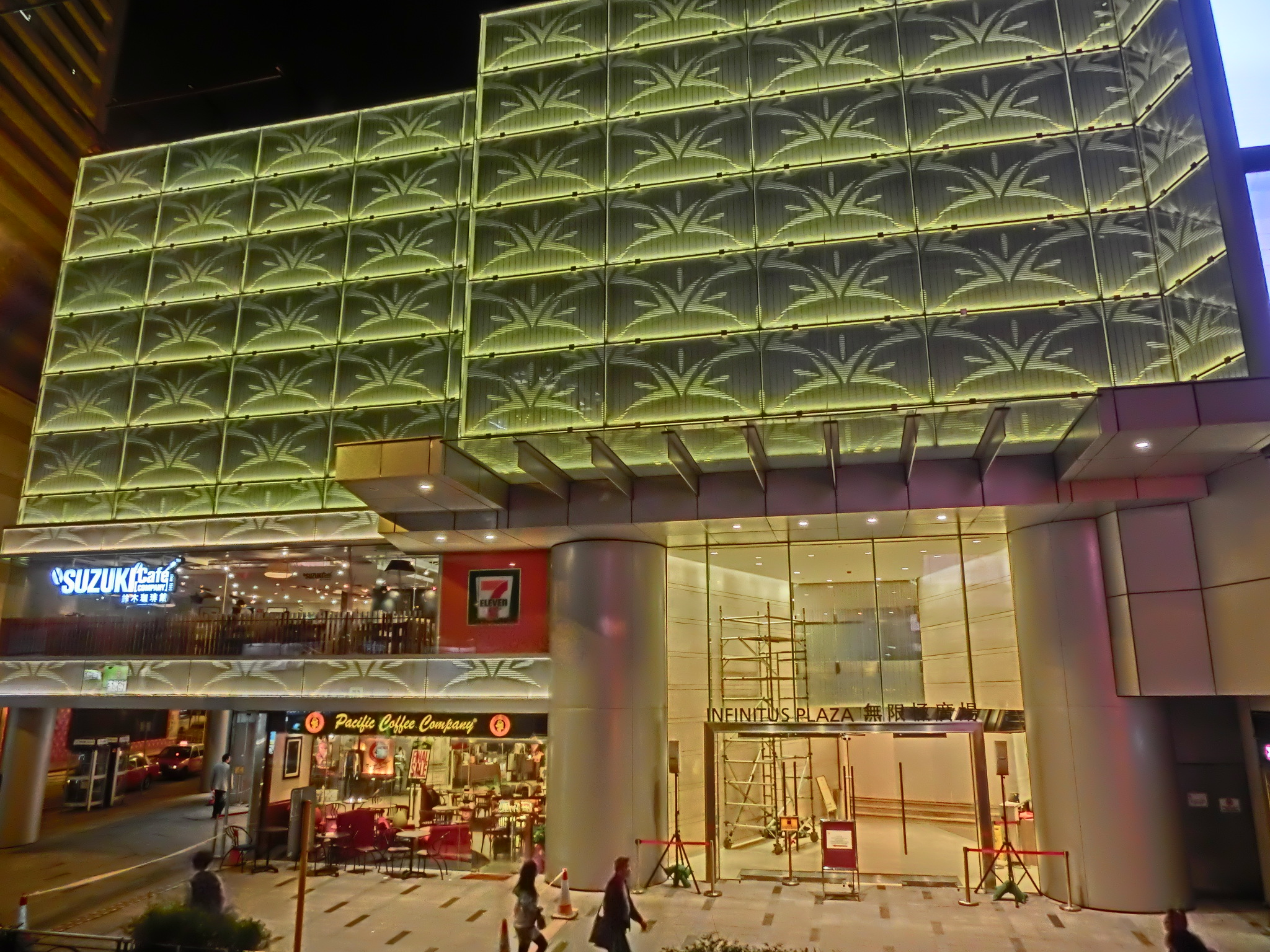
外牆裝修後的無限極廣場（2013年）
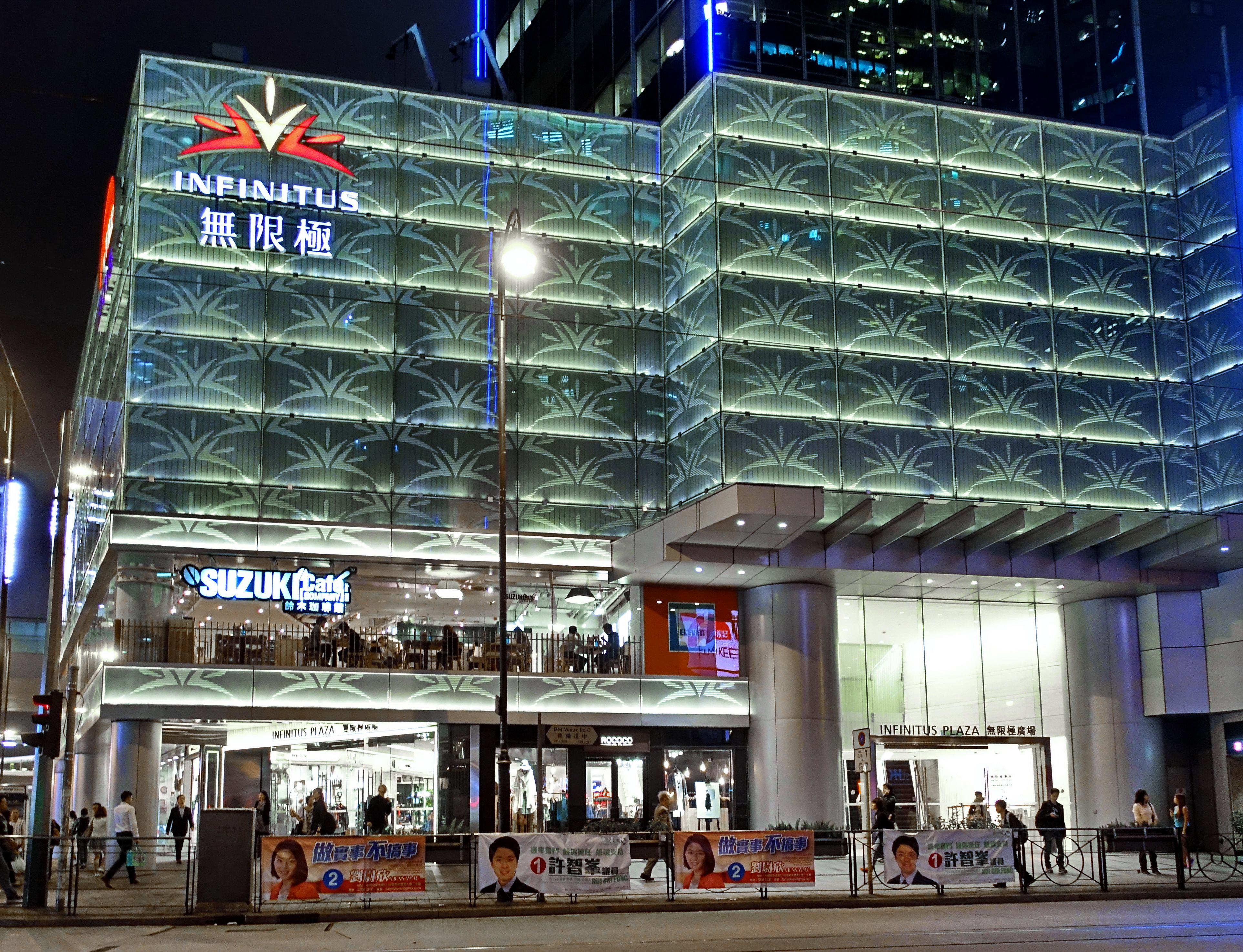
晚上的無限極廣場，前方的道路為德輔道中
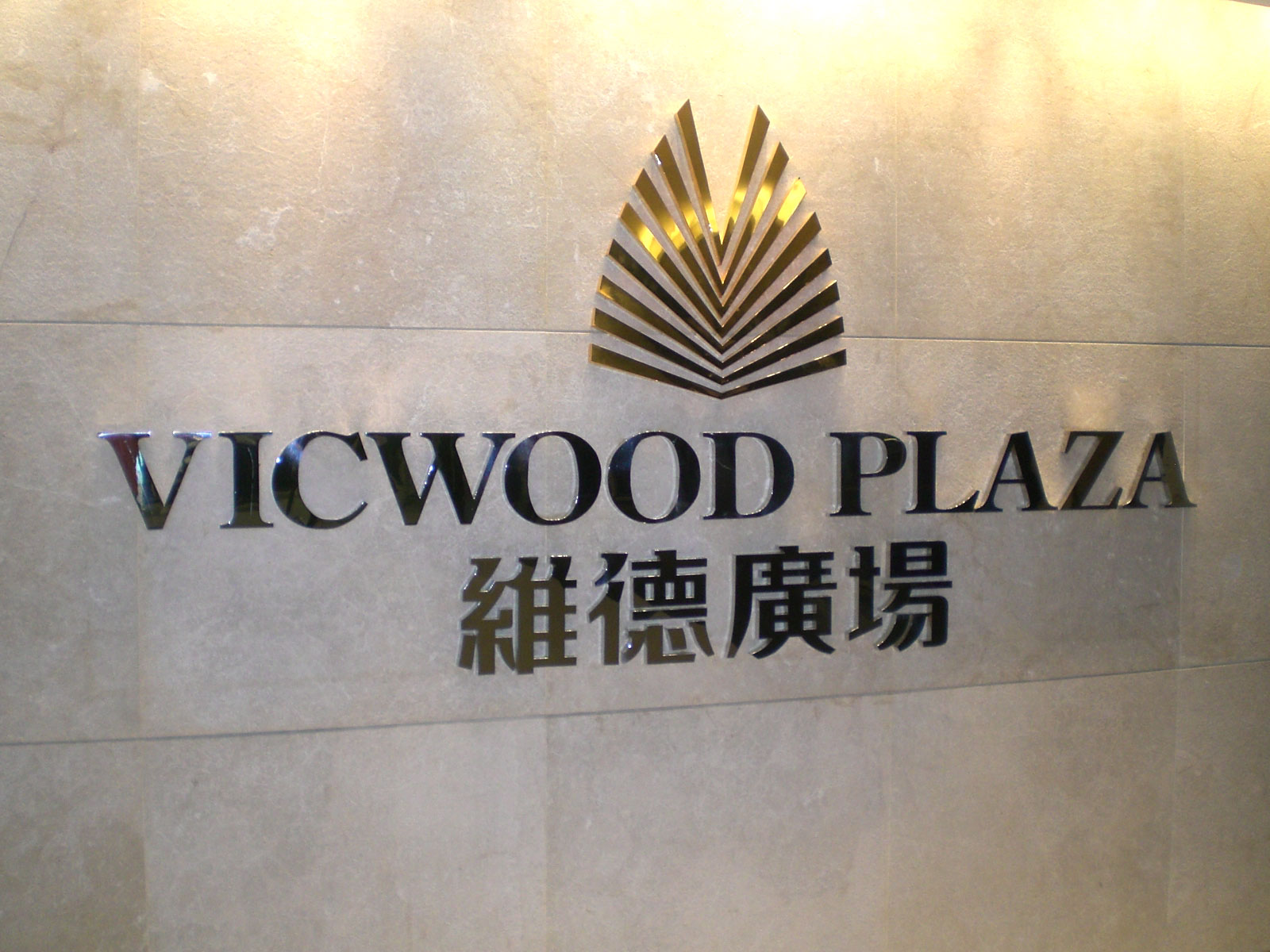
無限極廣場原稱「維德廣場」
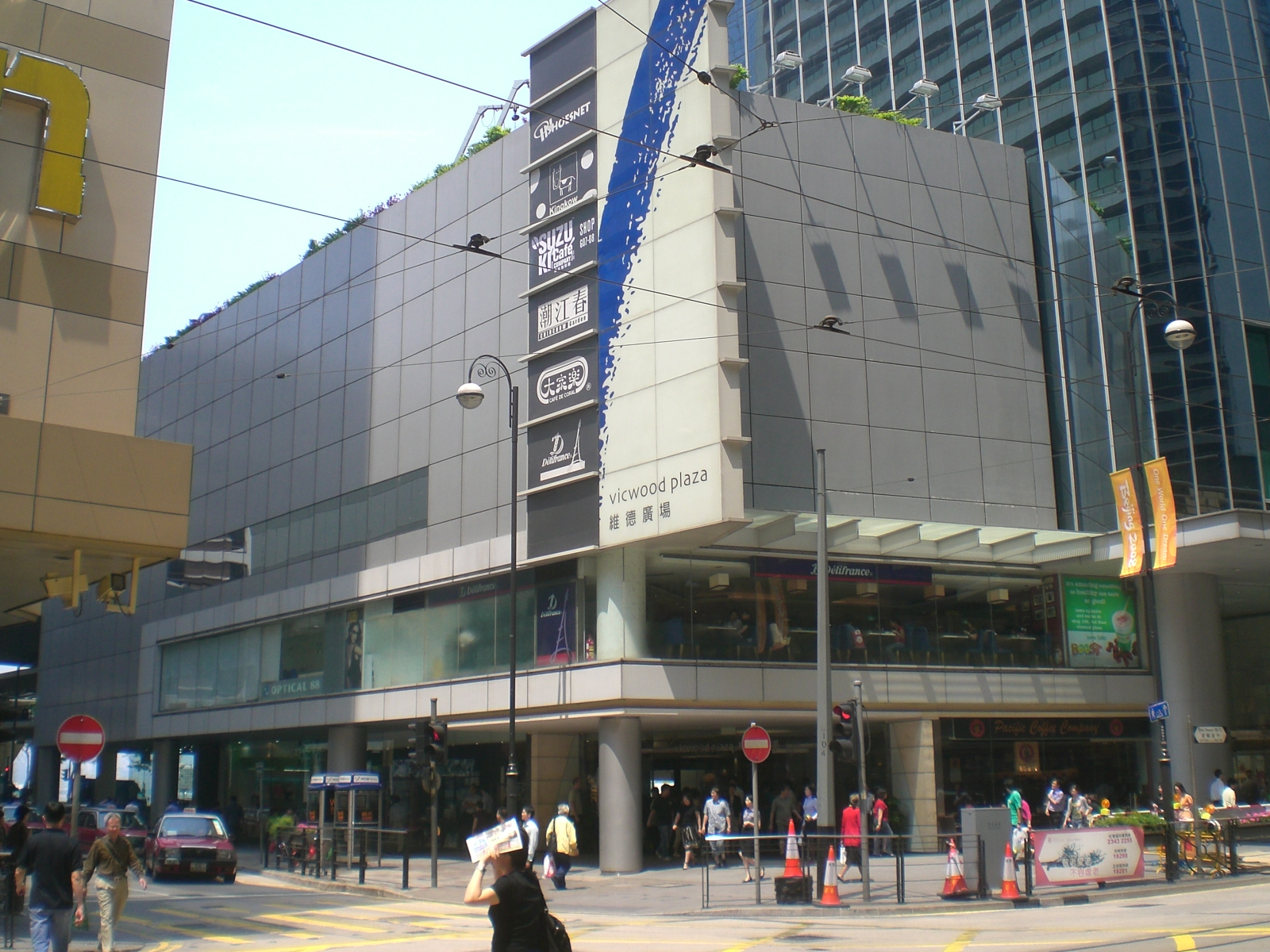
維德廣場外貌

## 事件
2008年1月9日，明報報導，香港警務處商業罪案調查科訛騙組2B隊拘捕五人，他們涉嫌於上環維德廣場，冒充外國投資銀行職員，以高投資回報為賣點，詐騙市民投資者房地產和證券期票。

## 鄰近
- 永安中心
- 金龍中心
- 李寶樁大廈
- 海港政府大樓
- 中區行人天橋系統

## 外部連結
维基共享资源上的相關多媒體資源：無限極廣場